# مساغيتا
شعب الماساغيتا أو الماساغيتايون، المعروفون أيضًا باسم ساكا تيغراكساودا أو أورثوكوريبانتيان، من شعوب ساكا الإيرانية الشرقية القديمة الذين سكنوا سهول آسيا الوسطى وكانوا جزءًا من الثقافات السكيثية الأوسع.
صعد شعب الماساغيتاي إلى السلطة في القرنين الثامن والسابع قبل الميلاد، عندما بدأوا سلسلة من الأحداث ذات العواقب الواسعة النطاق بطرد السكيثيين من آسيا الوسطى إلى سهول القوقاز والبونتيك. واشتهر شعب الماساغيتاي بهزيمة الملكة تومريس وقتلهم لكورش، مؤسس الإمبراطورية الأخمينية الفارسية. تراجعت قبيلة ماساغيتاي بعد القرن الثالث قبل الميلاد، وبعد ذلك اندمجوا مع بعض القبائل الأخرى لتشكيل شعب الآلان، وهو شعب ينتمي إلى اتحاد القبائل السارماتية الأكبر، والذي انتقل غربًا إلى السهوب القوقازية والأوروبية، حيث شارك في أحداث عصر الهجرات.